# SMS Hansa (1872)
La SMS Hansa era una corvetta corazzata della Kaiserliche Marine, in servizio dal 1875 al 1888. Impostata nel 1868, prima della nascita dell'Impero tedesco, fu la prima nave corazzata costruita dal Regno di Prussia.
Prendeva il nome dalla Lega anseatica, in tedesco semplicemente Hanse, in questo caso latinizzato in Hansa.

## Caratteristiche tecniche

### Design e propulsione

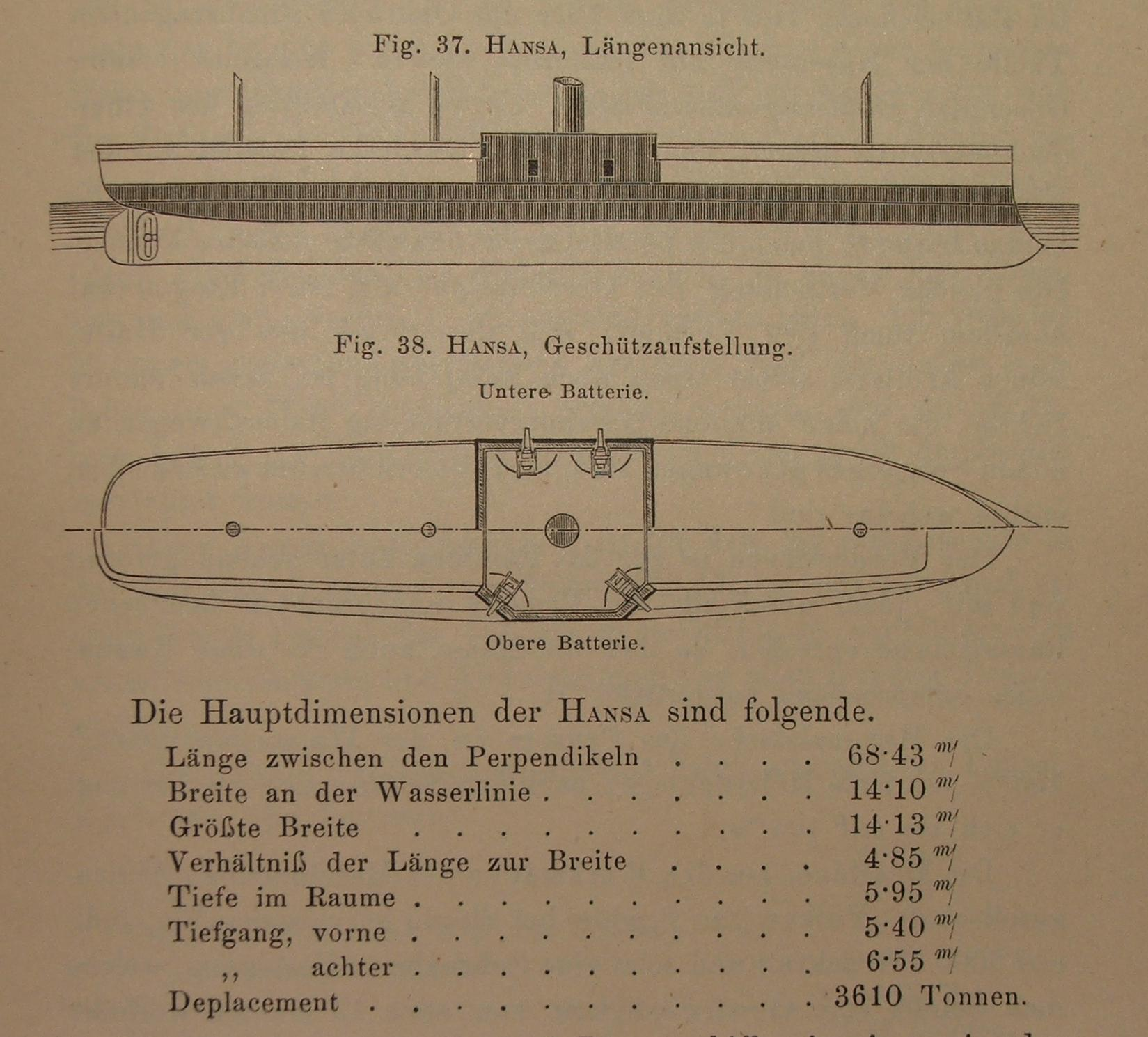
Schema di massima e misure (in tedesco) della Hansa

Lo scafo, diviso in sei compartimenti stagni, adottava una costruzione mista in legno e ferro. L'opera viva era rivestita in rame per ridurre il fenomeno del fouling, ovvero le incrostazioni di microrganismi marini. La nave risultò molto rigida in navigazione. Con la sola propulsione a vela, la Hansa risultava molto maneggevole e facilmente controllabile, mentre con la propulsione a vapore la nave rimaneva altamente manovrabile ma era più difficile da controllare. La Hansa portava un certo numero di piccole imbarcazioni, tra cui due lance, due cutter e una iolla. La Hansa fu dotata di reti anti-siluro nel periodo 1885-1888.
La Hansa era dotata di un singolo motore a vapore orizzontale a tre cilindri a singola espansione, prodotto dalla AG Vulcan di Stettino. Il motore azionava una singola elica tripala di 6 m di diametro. Il vapore, alla pressione di 2 atmosfere standard (200 kPa), era fornito da quattro caldaie, poste in un unico locale caldaia. I fumi erano convogliati in un unico fumaiolo, che poteva essere abbassato durante la navigazione a vela.
Durante le prime prove in mare, fu rilevata una potenza del sistema propulsivo di 3.320 CV (2.242 kW). La Hansa era governata da un unico timone.

### Armamento e corazzatura
La Hansa era dotata di 8 cannoni da 21 cm L/19, ognuno dotato di 110 colpi. I cannoni erano collocati su due livelli al centro della nave: 4 erano collocati in casematte, due su ciascun lato della nave, gli altri 4, al livello inferiore, erano anch'essi in casematte ma posizionati sugli angoli. Questo garantiva un'ampia linea di tiro.
I cannoni al livello inferiore avevano un'elevazione da -5° a +13°, con una gittata di 3.200 m. I cannoni superiori, dotati di maggiore mobilitata, avevano un'elevazione da -8° a + 14°. La gittata massima, ottenuta a +14°, era di 5.700 metri.
La corazzatura della Hansa, composta da un rivestimento esterno in ferro battuto supportato da teak, era prodotta in Gran Bretagna
A centro barca lo strato in ferro raggiungeva i 152 mm di spessore, che a prua e poppa si riducevano a 114 mm. Lo spessore del legno a supporto era di 306 m. La corazzatura delle casematte era composta da piastre di ferro inclinate spesse 114 mm. La casamatta inferiore era dotata, alle due estremità della corazzatura laterale, di due paratie blindate trasversali, spesse anch'esse 114 mm.

## Costruzione
La Hansa fu impostata nei cantieri della Kaiserliche Werft di Danzica nel 1868 per conto del Regno di Prussia. Fu la prima nave corazzata ad essere costruita in un cantiere navale tedesco, infatti le precedenti navi corazzate della marina prussiana erano state costruite in cantieri francesi o britannici.
La Hansa fu varata il 26 ottobre 1872 e fu trasferita all'AG Vulcan di Stettino per l'allestimento.
I lavori procedettero molto lentamente, tanto che la Hansa entrò in servizio nella Kaiserliche Marine (il Regno di Prussia era nel frattempo diventato parte dell'Impero tedesco) il 19 maggio del 1875, due anni e mezzo dopo il suo varo e a sette anni dall'inizio dei lavori. Per fare un confronto, tutte le navi corazzate straniere costruite in precedenza erano state completate in meno di un anno.

## Servizio
Progettata col compito di proteggere le rotte commerciali tedesche, la Hansa trascorse i primi nove anni della sua carriera all'estero. Nel 1884 si scoprì che lo scafo era gravemente corroso.
Ciò fu causato dalla lunga costruzione, durante la quale il ferro aveva già cominciato a corrodere.
Come conseguenza della scarse condizioni dello scafo, la Hansa fu rimossa dal servizio attivo nello stesso 1884 e trasferita a guardia del porto di Kiel. A Kiel fu impiegata come nave scuola per l'addestramento del personale della sala macchine e dei fuochisti. Radiata il 6 agosto 1888, fu poi utilizzata come caserma galleggiante a Kiel fino al 1905. Trasferita a Mönkeberg e non più atta alla navigazione, continuò ad essere impiegata per l'addestramento dei fuochisti. Venduta nel marzo 1906 per 96.000 goldmark, nello stesso anno fu demolita a Świnoujście.

### Annotazioni
1. ↑  La prima nave corazzata in servizio con la marina prussiana fu la SMS Arminius. Tale nave fu però progettata e costruita in Gran Bretagna.

### Fonti
1. 1 2 3 4  Gröner, p. 4.
2. 1 2 3 4  Gardiner, p. 244.
3. 1 2 3 4 5 6 7 8 9 10  Gröner, p. 5.
4. ↑  Sondhaus, p. 120.
5. ↑  Gardiner, pp. 242-243.
6. ↑  Gröner, pp. 4-5.
7. ↑  Gröner, pp. 1-4.